# 육군야전포병학교
일본 육군야전포병학교(日本 陸軍野戦砲兵学校)는 지바현 요쓰카이도시에 있던 일본 제국 육군의 병과학교다. 1873년 5월 3일부터 1945년 8월 26일까지 운영되었다.